# سام پکین‌پا
سام پکین‌پا با نام اصلی دیوید ساموئل «سَم» پکین‌پا (به انگلیسی: David Samuel "Sam" Peckinpah) (زاده ۲۱ فوریه ۱۹۲۵ – درگذشته ۲۸ دسامبر ۱۹۸۴) کارگردان، فیلم‌نامه‌نویس و بازیگر آمریکایی بود.

## حرفه
این فیلمساز آمریکایی در دهه‌های ۶۰ و ۷۰ میلادی با فیلم‌های خشن خود در تاریخ سینمای جهان جایی برای خود باز کرد. حضور پکینپا در آثار دان سیگل مشهور و خصوصاً نقش‌آفرینی‌اش در فیلم هجوم ربایندگان جسم تأثیر بسزایی در ترسیم خشونت توسط او در سال‌های آتی داشت. دان سیگل، سرجو لئونه و راجر کورمن به همراه پکینپا در دههٔ ۶۰ موجی از فیلم‌های خشن را عرضه کردند که فرانسیس فورد کوپولا، مارتین اسکورسیزی و دی پالما و تارانتینو در دهه‌های بعد دنباله‌رو این شیوه سینمایی شدند. پکینپا در سال ۱۹۶۱ با فیلم شرکای مرگ‌آور وارد عرصه کارگردانی شد.
او در دههٔ ۶۰ در نقش کارگردان به ساخت آثاری چون بر دشت مرتفع بتاز، سرگرد داندی و این گروه خشن دست زد. این گروه خشن فیلمی سرشار از صحنه‌های بدیع در خشونت است و ویلیام هولدن در این فیلم با ایفای شخصیت پایک بیشاپ به یکی از شمایل‌های محبوب سینما بدل شد. در فیلم سگ‌های پوشالی او ماجرای انتقام مردی ریاضیدان را از متجاوزین به همسرش به جسارت و خشونت تمام روایت می‌کند. در سر آلفردو گارسیا را برایم بیاور او تصویری هولناک از خشونت، عشق، مرگ، ترس و پول را بر پرده سینما مجسم می‌کند. فیلم پت گرت و بیلی د کید نیز از کارهای موفق بعدی اوست. پالین کیل، منتقد سینمای جهان، سم پکینپا را از عوامل عشق خود به سینمای دههٔ ۷۰ می‌داند. پکینپا سرانجام در دسامبر ۱۹۸۴ در تنهایی از دنیا رفت.

## گزیده فیلم‌شناسی
- بر دشت مرتفع بتاز (۱۹۶۲)
- سرگرد داندی (۱۹۶۵)
- این گروه خشن (۱۹۶۹)
- حماسه کیبل هوگ (۱۹۷۰)
- سگ‌های پوشالی (۱۹۷۱)
- جونیور بانر (۱۹۷۲)
- گریز (۱۹۷۲)
- پت گرت و بیلی د کید (۱۹۷۳)
- سر آلفردو گارسیا را برایم بیاور (۱۹۷۴)
- صلیب آهنین (۱۹۷۷)
- کاروان (۱۹۷۸)